# Infanterie grea
Infanteria grea este un tip de infanterie medievală formată din luptători dotați cu săbii, scuturi, coifuri metalice și cămăși de zale.